# Trebušni ples
Trebušni ples je na zahodu poimenovani ples iz bližnjega vzhoda, predvsem raqs sharqi (arabsko رقص شرقي). Včasih mu tudi pravijo Orientalski ples, Ples iz Bližnjega Vzhoda ali Arabski ples.
Izraz Trebušni ples ni pravilen ker pri njemu sodelujejo vsi deli telesa. Najbolj se pa pri raqs sharqi uporablja medenica. Poznamo veliko različnih vrst Trebušnih plesov glede na državo, regijo, tako v kostumih kot plesnih stilih. Konstantno pa se razvijajo novi stili med tem ko se ples širi na zahod, in po svetu.

## Egipčanski plesi
Pozna dve glavne oblike plesa: Baladi Sharqi in Saidi.

### SAIIDI
Sam saidi je ritem dum teka-tek dum dum taka tak (poudarek na dum). Na ta ritem se veže stil plesa, saiidi, ki se pogosto pleše s palico, v okviru klasične orientalske plesne rutine pa lahko palico v rokah le nakažemo (podobni gibi, le da v resnici nimaš palice v rokah).

### BALADI
Baladi je folklorni slog plesa. Izhaja iz arabskih plemen, ki so se naselili v Zgornjem Egiptu. Je umirjen zadržan ples. Veliko gibov se dogaja v samem telesu.

### ZAAR
Zaar je ples,ki se obredno izvaja za zdravljenje duševnih travm žensk v družini - otrok, mladih deklic, mater, babic in prababic. Izvaja se strogo znotraj družine, na domačem dvorišču za zaprtimi vrati, kjer starejše šamanke začnejo z obredom. So zakrite, muslimanske vere in vsak, ki zares pozna in razume namen plesnega obreda Zaar, ga nikoli ne bo izvajal v javnosti ali ga celo nepooblaščeno brez izkušenj in razumevanja po svoje vodil.
Egiptovska kultura ne dovoljuje izzivalnih oblačil, drznega, energičnega in veselega  plesa.  Plesalke nosijo zgoraj omenjeno dolgo obleko, gibi se izvajajo počasi in dolgo.

## Grški, arabski in turški plesi

### CYPRIOT
Ples te dveh kultu se imenuje Cypriot. Ta je pravo nasprotje Egipčanskima Baladiju in Sharqiju saj je njihova kultura drugačna. Plesalke lahko izvajajo hitre, močne in drzne gibe, lahko so pomanjkljivo oblečene.
Ples je znan po energetskih, atletskih, gimnastičnih gibih. Plesalke pa morajo biti spretne tudi s prsti saj so pri tej vrsti plesa obvezne činele. Pri njih se plesalka ne mora uveljaviti če ne zna igrati činel.

### TAKSIM
Taksim je ritem, ki označuje solo improvizacijo posameznega instrumentalista, načeloma v svojem osebnem ritmu, ki ni v ritmičnem delu celotne orientalske kompozicije. Imenujejo ga tudi Takasim in v tem glasbenem solu ima tudi plesalka solo improvizacije tistega plesnega momenta. Večinoma se taksim izvaja v tradicionalni orientalski turški in arabski glasbi. "Moderne" Pop izvedbe in priredbe skoraj ne uporabljajo več taksima v orientalski glasbi.

### Raqs sharqi
(arabsko رقص شرقي
Dobesedni prevod "orientalni ples"; je stil plesa bolj poznan zahodnjakom, plešejo ga pa predvsem v restavracijah, kabarejih in etno klubih (npr.: Zlati zob) po svetu. Tradicionalno ga plešejo ženske, vendar izjemoma tudi moški. Je solo improvizacijski ples, vendar se ga pogosto pleše tudi v koreografija skupinah.

### Raqs baladi
(arabsko رقص بلدي
Dobesedni prevo: "ples države" ali "folk" ples; je folkloren stil, plešejo pa ga družabno tako moški kot ženske vseh starosti, v veliko državah bližnjega vzhoda, po navadi na uličnih zabavah, na primer poroka.

## Izvor in zgodnja zgodovina
Kot s katerimkoli drugim plesom s folklornim poreklom je izvor trebušnega plesa je slabo znana. 
Ena teorija pravi da  so trebušni ples originalno plesale ženske, za ženske v Levantu in Severna afrika. Ta teorija je zelo popularna med Zahodnimi plesnimi šolami ker pomaga negirati negativne seksualne stereotipe, vendar so poznani dokazi, ki podpirajo to teorijo. Knjiga "Plesalka iz Shamahka" je pogosto citirana, vendar je v resnici romatiziran spomin napisana s strani modernega avtorja Armen Ohanian, objavljena let 1918. V družbi Bližnjega vzhoda se  dva specifična giba iz Trebušnega plesa uporabljata pri rojevanju že genearcije vendar to ni dovolšen dokaz da se je trebušni ples razvil iz ritualov, ki obkrožajo rojevanje.
Naslednja teorija pravi da ima trebušni ples korenine v starih Arabskih plemenskih religijah kot ples boginji plodnosti.
Tretja teorija pravi da so ta ples vedno plesali za zabavo. Nekateri zgodovinarji trdijo da se gibi plesajočih se deklet naslikanih v rezbarijah v Faraonskih časih so tipične za trebušne plesalke.
Med tem ko te teorije imajo nekaj podlage, nobene ne moremo dokazati kot pravega izvora trebušnega plesa. Veliko bolj verjetno je da so vsi te faktorji prispevali k razvoju modernega trebušnega plesa. Prvi zapisano srečanje plesa na zahodu je med Napolenonovo invazijo Egipt leta 1798, ko so njegovi vojaki srečali ciganske plesalke Ghawazee in bol izpiljene plesalke Almeh.
Trebušni ples so kasneje popularizirali med Romantika v 18 in 19 stoletju ko so orientalski umetniki slikali romantizirane slike harem življenja v Ottov Imperij. Okrog tega časa so plesalke iz Bližnje vzhodnih držav začele nastopati na mnogih Svetovnih sejmih, monogokrat so pritegnile možice, ki so konkurirale tistim na znanstvenih eksponatih. Mnoge plesalke, vključno s francosko avtorico Colette so začele plesati "orientalski" ples, mnogokrat so predstavljale svoje interpretacije kot avtentične. Bila je tudi plesalka Mata Hari, obsojena s strani Francozev ker naj bi bila Nemška vohunja.

## Kostumi

### BEDLAH
Trebušne plesalke na zahodu nosijo obleko, ki se imenuje bedlah. Oblikovali so jih viktorijanski slikarji orienta. Ta kostum je sestavljen iz oprijetega topa ali modrčka, pasu ki leži nizko na bokih in dolgega krila ali hlač. Top ali modrček in pas so bogato okrašeni s kroglicami, biseri,kovanci, pleteninami in vezenjem. Krilo in hlače pa so samo iz blaga, ki je običajno v barvi, ki se ujema s topom in pasom. Pas je lahko ločen od krila ali hlač ali pa je prišit nanje.
Pas je širok kos tkanine, ki je lahko odrezan ravno postrani ali v zaobljeni  obliki. Modrc ali top se ujema s pasom in ne spominja na spodnje perilo. Hlače so ohlapne, le pri gležnjih so nabrane, saj so stisnjene z elastiko. Krilo vedno sega do gležnjev. Lahko je sešito iz več plasti, kar daje posebne učinke, ali pa je preprosto in ima le eno plast.
Te vrste kostum je nastal predvsem zaradi tega, ker je bil všeč turistom in filmarjem.

### CELOTNA OBLEKA
V Egipt je bilo od leta 1950 trebušnim plesalkam prepovedano nositi zgoraj opisan bedlah kostum. Menili so, da ni primeren za javno nastopanje, ker je preveč drzen, saj v njem plesalka razkazuje prevelik del svojega telesa. Pojavila se je obleka, ki je v celoti pokrila telo. Ni imela izreza, segala je do tal, velika sprememba pa so bili dolgi rokavi.

### OBLEKA IZLYCRA
Moderna pa je tudi obleka iz lycra. Obleka iz tega material je dolga,  celotna in nima pasu. Enobarven tanek material je posejan z okrasjem, ki tvori vzorce.
Poleg kostuma plesalko polepšajo ali naredijo njen nastop zanimivejši razni rekviziti. Ti so prišli iz Amerike. Npr.: činele, tančica, tamburin, ognjene palice, kača,…

## Koraki
Ples temelji na izolaciji različnih delov telesa (boki, ramena, trebuh, prsni koš, glava, roke). Izolacije, tempo,…so odvisni od stila plesa. Poznamo več zvrsti trebušnega plesa: drum solo, raq sharye, bharati, saidi,... Med seboj se močno razlikujejo ne le po gibih vendar tudi po obleki in glasbi.

### "ŠIMI"
Je hitro tresenje bokov. To gibanje nastane s krčenjem in raztezanjem kolen. Poznamo različne hitrost, ki jih daje ritem.

### HIP/ČUČU "ŠIMI"
Je zgoraj opisano gibanje, razlikuje se po tem, da stojimo na prstih.

### KAMELA/ONDULACIJA
Je valovljenje celega telesa. To dosežemo s tem da premikamo prsni koš in medenico gor in dol, naprej in nazaj. Kamelo lahko delamo s celim telesom, zgornjim delom (zgornja kamela) ali spodnjim delom(spodnja kamela).

### VELIKI BOČNI KROG
Je kroženje z boki, vmes skrčimo eno koleno in se priklonimo, hrbet obdržimo raven.

### "UMI"
Preprosto kroženje bokov  z vmesnim krčenje kolen ali brez.

### "OSMICA"
Je kroženje z boki v obliki osmice. Poznamo horizontalno in vertikalno osmica.

### KAČA
Je valovljenje rok. Lahko so stegnjene v različne smeri.

### "ŠANE"
Je preprost obrat, ki je lahko na mestu ali pa se z njim premikamo po prostoru. Ta gib je viden tudi v balet.

### ARABSKI KONJ
Kot pove samo ime ta gib prihaja iz arabskih dežel. Gib nastane tako da stopimo v stran in bok sunemo navzgor. Tako lahko potujemo po prostoru.
Vse te gibe lahko med seboj kombiniramo jih spremenimo oblikovno (različni koti in rok, nog, bokov,…)ali pa spremenimo hitrosti  izvajanja posameznega giba. Tako dobimo nove, zanimivejše oz. gibe ki nam najbolj ustrezajo.